# إدوارد ماغواير (رسام)
إدوارد ماغواير (بالإنجليزية: Edward McGuire)‏ هو رسام أيرلندي، ولد في 1932، وتوفي في 1 نوفمبر 1986.